# Micrathena reali
Micrathena reali är en spindelart som beskrevs av Levi 1985. Micrathena reali ingår i släktet Micrathena och familjen hjulspindlar. Inga underarter finns listade i Catalogue of Life.